# 레이디 싱스 더 블루스
《레이디 싱스 더 블루스》(영어: Lady Sings the Blues)는 미국에서 제작된 시드니 J. 퓨리 감독의 1972년 전기 뮤지컬 드라마 영화이다. 다이애나 로스 등이 출연하였고, 브래드 덱스터 등이 제작에 참여하였다.

## 출연
- 다이애나 로스
- 빌리 디 윌리엄스
- 리처드 프라이어
- 제임스 캘러핸
- 폴 햄프턴
- 시드 멜턴
- 버지니아 케이퍼스
- 이저벨 샌퍼드
- 린 해밀턴
- 폴린 마이어스
- 스캣맨 크로더스
- 밀턴 셀저

## 기타 제작진
- 배역: 조 스컬리
- 미술: 칼 앤더슨
- 세트: 레그 앨런
- 의상: 레이 어가이언, 노마 코치, 밥 매키